# 1 000 Miles de Sebring 2023
Navigation
Édition précédente
Les 1 000 Miles de Sebring 2023 sont la 3e édition de cette épreuve et la 1re manche du calendrier du Championnat du monde d'endurance FIA 2023. Cette édition se déroule le vendredi 17 mars 2023 dans le cadre du week-end des 12 Heures de Sebring. Le fait d'avoir ces deux courses majeures du Championnat du monde d'endurance et du WeatherTech SportsCar Championship lors d'une même semaine sur le même circuit fait qu'il est plus communément dit que ces courses font partie du Super Sebring.

## Contexte avant la course
Dans la catégorie Hypercar, il s'agit de la première participation de la Ferrari 499P, de la Porsche 963, de la Vanwall Vandervell 680 et de la Cadillac V-LMDh à une manche du Championnat du monde d'endurance. Elles rejoignent les Toyota GR010 Hybrid, Peugeot 9X8 et Glickenhaus 007 LMH. L'Alpine A480 n'étant plus éligible dans la catégorie Hypercar, l'écurie française Alpine Elf Team est inscrite dans la catégorie LMP2.
À 17 minutes de la fin de la course, la retransmission officielle de la course affichait le décollage de la fusée Falcon 9 qui transportait les satellites SES-18 and SES-19. La trainée de la fusée était visible depuis la piste.

## Engagés
Pour cette seconde manche du Championnat du monde d'endurance FIA 2023, la liste officielle des engagés était composée de 37 voitures, 11 en Hypercar, 12 en LMP2 et 14 en LMGTE Am.
Dans la catégorie LMP2, le pilote américain Juan Manuel Correa étant retenu par une manche du Championnat de Formule 2, il avait été remplacé le pilote italien Andrea Caldarelli au volant de l'Oreca 07 n°9 de l'écurie italienne Prema Racing.
| N°       | Pays     | Écurie                       | Voiture                  | Pneu     | Pilote 1              | Pilote 2                 | Pilote 3              |
| Hypercar | Hypercar | Hypercar                     | Hypercar                 | Hypercar | Hypercar              | Hypercar                 | Hypercar              |
| -------- | -------- | ---------------------------- | ------------------------ | -------- | --------------------- | ------------------------ | --------------------- |
| 2        |          | Cadillac Racing              | Cadillac V-Series.R      | M        | Earl Bamber           | Alex Lynn                | Richard Westbrook     |
| 4        |          | Floyd Vanwall Racing Team    | Vanwall Vandervell 680   | M        | Tom Dillmann          | Esteban Guerrieri        | Jacques Villeneuve    |
| 5        |          | Porsche Team Penske          | Porsche 963              | M        | Dane Cameron          | Michael Christensen      | Frédéric Makowiecki   |
| 6        |          | Porsche Team Penske          | Porsche 963              | M        | Kévin Estre           | André Lotterer           | Laurens Vanthoor      |
| 7        |          | Toyota Gazoo Racing          | Toyota GR010 Hybrid      | M        | Mike Conway           | Kamui Kobayashi          | José María López      |
| 8        |          | Toyota Gazoo Racing          | Toyota GR010 Hybrid      | M        | Sébastien Buemi       | Brendon Hartley          | Ryō Hirakawa          |
| 50       |          | Ferrari AF Corse             | Ferrari 499P             | M        | Antonio Fuoco         | Miguel Molina            | Nicklas Nielsen       |
| 51       |          | Ferrari AF Corse             | Ferrari 499P             | M        | James Calado          | Antonio Giovinazzi       | Alessandro Pier Guidi |
| 93       |          | Peugeot TotalEnergies        | Peugeot 9X8              | M        | Paul di Resta         | Mikkel Jensen            | Jean-Éric Vergne      |
| 94       |          | Peugeot TotalEnergies        | Peugeot 9X8              | M        | Loïc Duval            | Gustavo Menezes          | Nico Müller           |
| 708      |          | Glickenhaus Racing           | Glickenhaus 007          | M        | Ryan Briscoe          | Romain Dumas             | Olivier Pla           |
| LMP2     |          |                              |                          |          |                       |                          |                       |
| 9        |          | Prema Racing                 | Oreca 07 - Gibson        | G        | Andrea Caldarelli     | Filip Ugran              | Bent Viscaal          |
| 10       |          | Vector Sport                 | Oreca 07 - Gibson        | G        | Gabriel Aubry         | Ryan Cullen              | Matthias Kaiser       |
| 22       |          | United Autosports            | Oreca 07 - Gibson        | G        | Filipe Albuquerque    | Phil Hanson              | Frederick Lubin       |
| 23       |          | United Autosports            | Oreca 07 - Gibson        | G        | Tom Blomqvist         | Oliver Jarvis            | Josh Pierson          |
| 28       |          | Jota                         | Oreca 07 - Gibson        | G        | Pietro Fittipaldi     | David Heinemeier Hansson | Oliver Rasmussen      |
| 31       |          | Team WRT                     | Oreca 07 - Gibson        | G        | Robin Frijns          | Sean Gelael              | Ferdinand Habsburg    |
| 34       |          | Inter Europol Competition    | Oreca 07 - Gibson        | G        | Albert Costa          | Fabio Scherer            | Jakub Śmiechowski     |
| 35       |          | Alpine Elf Team              | Oreca 07 - Gibson        | G        | Olli Caldwell         | André Negrão             | Memo Rojas            |
| 36       |          | Alpine Elf Team              | Oreca 07 - Gibson        | G        | Julien Canal          | Charles Milesi           | Matthieu Vaxiviere    |
| 41       |          | Team WRT                     | Oreca 07 - Gibson        | G        | Rui Andrade           | Louis Delétraz           | Robert Kubica         |
| 48       |          | Hertz Team Jota              | Oreca 07 - Gibson        | G        | David Beckmann        | Will Stevens             | Ye Yifei              |
| 63       |          | Prema Racing                 | Oreca 07 - Gibson        | G        | Mirko Bortolotti      | Daniil Kvyat             | Doriane Pin           |
| LMGTE Am |          |                              |                          |          |                       |                          |                       |
| 21       |          | AF Corse                     | Ferrari 488 GTE Evo      | M        | Stefano Constantini   | Ulysse de Pauw           | Simon Mann            |
| 25       |          | Oman Racing Team by TF Sport | Aston Martin Vantage AMR | M        | Ahmad Al Harthy       | Michael Dinan            | Charlie Eastwood      |
| 33       |          | Corvette Racing              | Chevrolet Corvette C8.R  | M        | Nicky Catsburg        | Ben Keating              | Nicolás Varrone       |
| 54       |          | AF Corse                     | Ferrari 488 GTE Evo      | M        | Francesco Castellacci | Thomas Flohr             | Davide Rigon          |
| 56       |          | Project 1 - AO               | Porsche 911 RSR-19       | M        | Matteo Cairoli        | PJ Hyett                 | Gunnar Jeannette      |
| 57       |          | Kessel Racing                | Ferrari 488 GTE Evo      | M        | Scott Huffaker        | Takeshi Kimura           | Daniel Serra          |
| 60       |          | Iron Lynx                    | Porsche 911 RSR-19       | M        | Claudio Schiavoni     | Matteo Cressoni          | Alessio Picariello    |
| 77       |          | Dempsey - Proton Racing      | Porsche 911 RSR-19       | M        | Julien Andlauer       | Mikkel Pedersen          | Christian Ried        |
| 83       |          | Richard Mille AF Corse       | Ferrari 488 GTE Evo      | M        | Luís Pérez Companc    | Alessio Rovera           | Lilou Wadoux          |
| 85       |          | Iron Dames                   | Porsche 911 RSR-19       | M        | Sarah Bovy            | Rahel Frey               | Michelle Gatting      |
| 86       |          | GR Racing                    | Porsche 911 RSR-19       | M        | Benjamin Barker       | Riccardo Pera            | Michael Wainwright    |
| 88       |          | Proton Competition           | Porsche 911 RSR-19       | M        | Ryan Hardwick         | Zacharie Robichon        | Harry Tincknell       |
| 98       |          | Northwest AMR                | Aston Martin Vantage AMR | M        | Paul Dalla Lana       | Axcil Jefferies          | Nicki Thiim           |
| 777      |          | D'Station Racing             | Aston Martin Vantage AMR | M        | Tomonobu Fujii        | Satoshi Hoshino          | Casper Stevenson      |

## Circuit

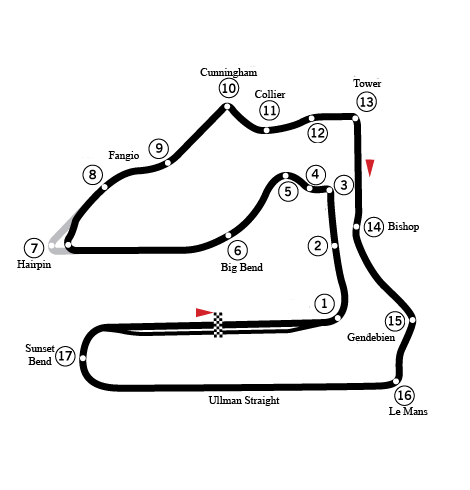
Le Sebring International Raceway, cadre des 1000 Miles de Sebring 2022.

Le Sebring International Raceway est un circuit automobile situé à Sebring, en Floride, aux États-Unis.
D'une longueur de 6,019 km, il comprend dix-sept virages, avec de longues lignes droites. Une partie du circuit utilise encore aujourd'hui les pistes d'atterrissage faites de plaques de béton de l'ancien aéroport militaire. Un hôtel est situé sur le site même.

## Qualifications
| Pos. | Classe   | N°  | Écurie                    | Pilote                | Temps          | Écart      | Grille |
| ---- | -------- | --- | ------------------------- | --------------------- | -------------- | ---------- | ------ |
| 1    | Hypercar | 50  | Ferrari AF Corse          | Antonio Fuoco         | 1 min 45 s 067 | -          | 1      |
| 2    | Hypercar | 8   | Toyota Gazoo Racing       | Brendon Hartley       | 1 min 45 s 281 | + 0 s 214  | 2      |
| 3    | Hypercar | 7   | Toyota Gazoo Racing       | Kamui Kobayashi       | 1 min 45 s 548 | + 0 s 481  | 3      |
| 4    | Hypercar | 51  | Ferrari AF Corse          | Alessandro Pier Guidi | 1 min 45 s 874 | + 0 s 807  | 4      |
| 5    | Hypercar | 2   | Cadillac Racing           | Alex Lynn             | 1 min 46 s 082 | + 1 s 015  | 5      |
| 6    | Hypercar | 6   | Porsche Penske Motorsport | Kévin Estre           | 1 min 47 s 193 | + 2 s 126  | 6      |
| 7    | Hypercar | 5   | Porsche Penske Motorsport | Michael Christensen   | 1 min 47 s 210 | + 2 s 143  | 7      |
| 8    | Hypercar | 94  | Peugeot TotalEnergies     | Loïc Duval            | 1 min 47 s 455 | + 2 s 388  | 8      |
| 9    | Hypercar | 93  | Peugeot TotalEnergies     | Mikkel Jensen         | 1 min 48 s 205 | + 3 s 138  | 9      |
| 10   | Hypercar | 708 | Glickenhaus Racing        | Olivier Pla           | 1 min 49 s 164 | + 4 s 097  | 10     |
| 11   | Hypercar | 4   | Floyd Vanwall Racing Team | Tom Dillmann          | 1 min 49 s 329 | + 4 s 262  | 11     |
| 12   | LMP2     | 23  | United Autosports         | Oliver Jarvis         | 1 min 49 s 974 | + 4 s 907  | 12     |
| 13   | LMP2     | 28  | Jota                      | Pietro Fittipaldi     | 1 min 50 s 067 | + 5 s 000  | 13     |
| 14   | LMP2     | 31  | Team WRT                  | Robin Frijns          | 1 min 50 s 155 | + 5 s 088  | 14     |
| 15   | LMP2     | 36  | Alpine Elf Team           | Matthieu Vaxiviere    | 1 min 50 s 174 | + 5 s 107  | 15     |
| 16   | LMP2     | 48  | Hertz Team Jota           | Ye Yifei              | 1 min 50 s 218 | + 5 s 151  | 16     |
| 17   | LMP2     | 41  | Team WRT                  | Robert Kubica         | 1 min 50 s 291 | + 5 s 224  | 17     |
| 18   | LMP2     | 22  | United Autosports         | Phil Hanson           | 1 min 50 s 408 | + 5 s 341  | 18     |
| 19   | LMP2     | 9   | Prema Racing              | Andrea Caldarelli     | 1 min 50 s 417 | + 5 s 350  | 19     |
| 20   | LMP2     | 10  | Vector Sport              | Gabriel Aubry         | 1 min 50 s 710 | + 5 s 643  | 20     |
| 21   | LMP2     | 63  | Prema Racing              | Mirko Bortolotti      | 1 min 50 s 726 | + 5 s 659  | 21     |
| 22   | LMP2     | 34  | Inter Europol Competition | Albert Costa          | 1 min 50 s 889 | + 5 s 822  | 22     |
| 23   | LMP2     | 35  | Alpine Elf Team           | André Negrão          | 1 min 51 s 284 | + 6 s 217  | 23     |
| 24   | LMGTE Am | 85  | Iron Dames                | Sarah Bovy            | 1 min 58 s 949 | + 13 s 882 | 24     |
| 25   | LMGTE Am | 33  | Corvette Racing           | Ben Keating           | 1 min 59 s 345 | + 14 s 278 | 25     |
| 26   | LMGTE Am | 25  | ORT by TF                 | Ahmad Al Harthy       | 1 min 59 s 657 | + 14 s 590 | 26     |
| 27   | LMGTE Am | 83  | Richard Mille AF Corse    | Luís Pérez Companc    | 1 min 59 s 733 | + 14 s 666 | 27     |
| 28   | LMGTE Am | 21  | AF Corse                  | Stefano Costantini    | 1 min 59 s 992 | + 14 s 925 | 28     |
| 29   | LMGTE Am | 56  | Project 1 - AO            | P.J. Hyett            | 2 min 00 s 588 | + 15 s 521 | 29     |
| 30   | LMGTE Am | 57  | Kessel Racing             | Takeshi Kimura        | 2 min 00 s 591 | + 15 s 524 | 30     |
| 31   | LMGTE Am | 98  | NorthWest AMR             | Paul Dalla Lana       | 2 min 00 s 807 | + 15 s 740 | 31     |
| 32   | LMGTE Am | 777 | D'Station Racing          | Satoshi Hoshino       | 2 min 00 s 941 | + 15 s 874 | 32     |
| 33   | LMGTE Am | 54  | AF Corse                  | Thomas Flohr          | 2 min 01 s 041 | + 15 s 974 | 33     |
| 34   | LMGTE Am | 77  | Dempsey - Proton Racing   | Christian Ried        | 2 min 01 s 054 | + 15 s 987 | 34     |
| 35   | LMGTE Am | 86  | GR Racing                 | Michael Wainwright    | 2 min 02 s 588 | + 17 s 521 | 35     |
| 36   | LMGTE Am | 60  | Iron Lynx                 | Claudio Schiavoni     | 2 min 02 s 820 | + 17 s 753 | 36     |
| 37   | LMGTE Am | 88  | Proton Competition        | —                     | Pas de temps   | —          | —      |

## Course

### Classements intermédiaires
| Pos. | Après la 1re heure | Après la 1re heure                                                                  | Après 2 heures | Après 2 heures                                                                                | Après 4 heures | Après 4 heures                                                                | Après 6 heures | Après 6 heures                                                                |
| Pos. | n°                 | Voiture / Pilotes                                                                   | n°             | Voiture / Pilotes                                                                             | n°             | Voiture / Pilotes                                                             | n°             | Voiture / Pilotes                                                             |
| ---- | ------------------ | ----------------------------------------------------------------------------------- | -------------- | --------------------------------------------------------------------------------------------- | -------------- | ----------------------------------------------------------------------------- | -------------- | ----------------------------------------------------------------------------- |
| 1    | 8                  | Toyota Gazoo Racing Toyota GR010 Hybrid (Hypercar) Buemi - Hartley - Hirakawa       | 8              | Toyota Gazoo Racing Toyota GR010 Hybrid (Hypercar) Buemi - Hartley - Hirakawa                 | 7              | Toyota Gazoo Racing Toyota GR010 Hybrid (Hypercar) Conway - Kobayashi - López | 7              | Toyota Gazoo Racing Toyota GR010 Hybrid (Hypercar) Conway - Kobayashi - López |
| 2    | 7                  | Toyota Gazoo Racing Toyota GR010 Hybrid (Hypercar) Conway - Kobayashi - López       | 7              | Toyota Gazoo Racing Toyota GR010 Hybrid (Hypercar) Conway - Kobayashi - López                 | 8              | Toyota Gazoo Racing Toyota GR010 Hybrid (Hypercar) Buemi - Hartley - Hirakawa | 8              | Toyota Gazoo Racing Toyota GR010 Hybrid (Hypercar) Buemi - Hartley - Hirakawa |
| 3    | 6                  | Porsche Penske Motorsport Porsche 963 (Hypercar) Estre - Lotterer - Vanthoor        | 51             | Ferrari AF Corse Ferrari 499P (Hypercar) Calado - Giovinazzi - Pier Guidi                     | 2              | Cadillac Racing Cadillac V-Series.R (Hypercar) Bamber - Lynn - Westbrook      | 2              | Cadillac Racing Cadillac V-Series.R (Hypercar) Bamber - Lynn - Westbrook      |
| 4    | 2                  | Cadillac Racing Cadillac V-Series.R (Hypercar) Bamber - Lynn - Westbrook            | 2              | Cadillac Racing Cadillac V-Series.R (Hypercar) Bamber - Lynn - Westbrook                      | 50             | Ferrari AF Corse Ferrari 499P (Hypercar) Fuoco - Molina - Nielsen             | 50             | Ferrari AF Corse Ferrari 499P (Hypercar) Fuoco - Molina - Nielsen             |
| 5    | 5                  | Porsche Penske Motorsport Porsche 963 (Hypercar) Cameron - Christensen - Makowiecki | 4              | Floyd Vanwall Racing Team Vanwall Vandervell 680 (Hypercar) Dillmann - Guerrieri - Villeneuve | 6              | Porsche Penske Motorsport Porsche 963 (Hypercar) Estre - Lotterer - Vanthoor  | 6              | Porsche Penske Motorsport Porsche 963 (Hypercar) Estre - Lotterer - Vanthoor  |

### Classement de la course
Voici le classement officiel au terme de la course.
- Les premiers de chaque catégorie du championnat du monde sont signalés par un fond jaune.
- Pour la colonne Pneus, il faut passer le curseur au-dessus du modèle pour connaître le manufacturier de pneumatiques.

| Pos                           | Classe   | no  | Écurie                       | Pilotes                                                     | Châssis                        | Pneus | Tours | Temps               |
| Pos                           | Classe   | no  | Écurie                       | Pilotes                                                     | Moteur                         | Pneus | Tours | Temps               |
| ----------------------------- | -------- | --- | ---------------------------- | ----------------------------------------------------------- | ------------------------------ | ----- | ----- | ------------------- |
| 1                             | Hypercar | 7   | Toyota Gazoo Racing          | Mike Conway Kamui Kobayashi José María López                | Toyota GR010 Hybrid            | M     | 239   | 8 h 00 min 19 s 877 |
| 1                             | Hypercar | 7   | Toyota Gazoo Racing          | Mike Conway Kamui Kobayashi José María López                | Toyota H8909 3,5 L V6 Bi-Turbo | M     | 239   | 8 h 00 min 19 s 877 |
| 2                             | Hypercar | 8   | Toyota Gazoo Racing          | Sébastien Buemi Brendon Hartley Ryō Hirakawa                | Toyota GR010 Hybrid            | M     | 239   | 2 s 168             |
| 2                             | Hypercar | 8   | Toyota Gazoo Racing          | Sébastien Buemi Brendon Hartley Ryō Hirakawa                | Toyota H8909 3,5 L V6 Bi-Turbo | M     | 239   | 2 s 168             |
| 3                             | Hypercar | 50  | Ferrari - AF Corse           | Antonio Fuoco Miguel Molina Nicklas Nielsen                 | Ferrari 499P                   | M     | 237   | + 2 tours           |
| 3                             | Hypercar | 50  | Ferrari - AF Corse           | Antonio Fuoco Miguel Molina Nicklas Nielsen                 | Ferrari 3,0 L V6 Bi-Turbo      | M     | 237   | + 2 tours           |
| 4                             | Hypercar | 2   | Cadillac Racing              | Earl Bamber Alex Lynn Richard Westbrook                     | Cadillac V-Series.R            | M     | 237   | + 2 tours           |
| 4                             | Hypercar | 2   | Cadillac Racing              | Earl Bamber Alex Lynn Richard Westbrook                     | Cadillac LMC55R 5,5 L V8 Atmo  | M     | 237   | + 2 tours           |
| 5                             | Hypercar | 5   | Porsche Penske Motorsport    | Dane Cameron Michael Christensen Frédéric Makowiecki        | Porsche 963                    | M     | 235   | + 4 tours           |
| 5                             | Hypercar | 5   | Porsche Penske Motorsport    | Dane Cameron Michael Christensen Frédéric Makowiecki        | Porsche 9RD 4,6 L V8 Bi-Turbo  | M     | 235   | + 4 tours           |
| 6                             | Hypercar | 6   | Porsche Penske Motorsport    | Kévin Estre André Lotterer Laurens Vanthoor                 | Porsche 963                    | M     | 235   | + 4 tours           |
| 6                             | Hypercar | 6   | Porsche Penske Motorsport    | Kévin Estre André Lotterer Laurens Vanthoor                 | Porsche 9RD 4,6 L V8 Bi-Turbo  | M     | 235   | + 4 tours           |
| 7                             | LMP2     | 48  | Hertz Team Jota              | David Beckmann Ye Yifei António Félix da Costa              | Oreca 07                       | G     | 230   | + 9 tours           |
| 7                             | LMP2     | 48  | Hertz Team Jota              | David Beckmann Ye Yifei António Félix da Costa              | Gibson GK428 4,2 L V8 Atmo     | G     | 230   | + 9 tours           |
| 8                             | LMP2     | 22  | United Autosports            | Phil Hanson Frederick Lubin (en) Filipe Albuquerque         | Oreca 07                       | G     | 230   | + 9 tours           |
| 8                             | LMP2     | 22  | United Autosports            | Phil Hanson Frederick Lubin (en) Filipe Albuquerque         | Gibson GK428 4,2 L V8 Atmo     | G     | 230   | + 9 tours           |
| 9                             | LMP2     | 63  | Prema Racing                 | Mirko Bortolotti Daniil Kvyat Doriane Pin                   | Oreca 07                       | G     | 230   | + 9 tours           |
| 9                             | LMP2     | 63  | Prema Racing                 | Mirko Bortolotti Daniil Kvyat Doriane Pin                   | Gibson GK428 4,2 L V8 Atmo     | G     | 230   | + 9 tours           |
| 10                            | LMP2     | 34  | Inter Europol Competition    | Albert Costa Fabio Scherer Jakub Śmiechowski                | Oreca 07                       | G     | 230   | + 9 tours           |
| 10                            | LMP2     | 34  | Inter Europol Competition    | Albert Costa Fabio Scherer Jakub Śmiechowski                | Gibson GK428 4,2 L V8 Atmo     | G     | 230   | + 9 tours           |
| 11                            | LMP2     | 41  | Team WRT                     | Rui Andrade Louis Delétraz Robert Kubica                    | Oreca 07                       | G     | 230   | + 9 tours           |
| 11                            | LMP2     | 41  | Team WRT                     | Rui Andrade Louis Delétraz Robert Kubica                    | Gibson GK428 4,2 L V8 Atmo     | G     | 230   | + 9 tours           |
| 12                            | LMP2     | 28  | Jota                         | Pietro Fittipaldi David Heinemeier Hansson Oliver Rasmussen | Oreca 07                       | G     | 230   | + 9 tours           |
| 12                            | LMP2     | 28  | Jota                         | Pietro Fittipaldi David Heinemeier Hansson Oliver Rasmussen | Gibson GK428 4,2 L V8 Atmo     | G     | 230   | + 9 tours           |
| 13                            | LMP2     | 31  | Team WRT                     | Robin Frijns Sean Gelael Ferdinand Habsburg                 | Oreca 07                       | G     | 230   | + 9 tours           |
| 13                            | LMP2     | 31  | Team WRT                     | Robin Frijns Sean Gelael Ferdinand Habsburg                 | Gibson GK428 4,2 L V8 Atmo     | G     | 230   | + 9 tours           |
| 14                            | LMP2     | 9   | Prema Racing                 | Filip Ugran Bent Viscaal Andrea Caldarelli                  | Oreca 07                       | G     | 229   | + 10 tours          |
| 14                            | LMP2     | 9   | Prema Racing                 | Filip Ugran Bent Viscaal Andrea Caldarelli                  | Gibson GK428 4,2 L V8 Atmo     | G     | 229   | + 10 tours          |
| 15                            | Hypercar | 51  | Ferrari - AF Corse           | Alessandro Pier Guidi James Calado Antonio Giovinazzi       | Ferrari 499P                   | M     | 228   | + 11 tours          |
| 15                            | Hypercar | 51  | Ferrari - AF Corse           | Alessandro Pier Guidi James Calado Antonio Giovinazzi       | Ferrari 3,0 L V6 Bi-Turbo      | M     | 228   | + 11 tours          |
| 16                            | LMP2     | 36  | Alpine ELF Team              | Julien Canal Charles Milesi Matthieu Vaxiviere              | Oreca 07                       | G     | 228   | + 11 tours          |
| 16                            | LMP2     | 36  | Alpine ELF Team              | Julien Canal Charles Milesi Matthieu Vaxiviere              | Gibson GK428 4,2 L V8 Atmo     | G     | 228   | + 11 tours          |
| 17                            | LMGTE Am | 33  | Corvette Racing              | Nicky Catsburg Ben Keating Nicolás Varrone (es)             | Chevrolet Corvette C8.R        | M     | 221   | + 18 tours          |
| 17                            | LMGTE Am | 33  | Corvette Racing              | Nicky Catsburg Ben Keating Nicolás Varrone (es)             | Chevrolet 5,5 L V8 Atmo        | M     | 221   | + 18 tours          |
| 18                            | LMGTE Am | 77  | Dempsey-Proton               | Julien Andlauer Mikkel O. Pedersen Christian Ried           | Porsche 911 RSR-19             | M     | 219   | + 20 tours          |
| 18                            | LMGTE Am | 77  | Dempsey-Proton               | Julien Andlauer Mikkel O. Pedersen Christian Ried           | Porsche 4,0 L Flat-6 Atmo      | M     | 219   | + 20 tours          |
| 19                            | LMGTE Am | 57  | Kessel Racing                | Scott Huffaker (en) Takeshi Kimura Daniel Serra             | Ferrari 488 GTE Evo            | M     | 219   | + 20 tours          |
| 19                            | LMGTE Am | 57  | Kessel Racing                | Scott Huffaker (en) Takeshi Kimura Daniel Serra             | Ferrari F154CB 3,9 L V8 Turbo  | M     | 219   | + 20 tours          |
| 20                            | LMGTE Am | 21  | AF Corse                     | Stefano Costantini (en) Ulysse de Pauw (en) Simon Mann      | Ferrari 488 GTE Evo            | M     | 219   | + 20 tours          |
| 20                            | LMGTE Am | 21  | AF Corse                     | Stefano Costantini (en) Ulysse de Pauw (en) Simon Mann      | Ferrari F154CB 3,9 L V8 Turbo  | M     | 219   | + 20 tours          |
| 21                            | LMGTE Am | 54  | AF Corse                     | Francesco Castellacci Thomas Flohr Davide Rigon             | Ferrari 488 GTE Evo            | M     | 219   | + 20 tours          |
| 21                            | LMGTE Am | 54  | AF Corse                     | Francesco Castellacci Thomas Flohr Davide Rigon             | Ferrari F154CB 3,9 L V8 Turbo  | M     | 219   | + 20 tours          |
| 22                            | LMGTE Am | 60  | Iron Lynx                    | Matteo Cressoni Alessio Picariello Claudio Schiavoni        | Porsche 911 RSR-19             | M     | 219   | + 20 tours          |
| 22                            | LMGTE Am | 60  | Iron Lynx                    | Matteo Cressoni Alessio Picariello Claudio Schiavoni        | Porsche 4,0 L Flat-6 Atmo      | M     | 219   | + 20 tours          |
| 23                            | LMGTE Am | 86  | GR Racing                    | Michael Wainwright Benjamin Barker Riccardo Pera            | Porsche 911 RSR-19             | M     | 218   | + 21 tours          |
| 23                            | LMGTE Am | 86  | GR Racing                    | Michael Wainwright Benjamin Barker Riccardo Pera            | Porsche 4,0 L Flat-6 Atmo      | M     | 218   | + 21 tours          |
| 24                            | LMGTE Am | 85  | Iron Dames                   | Sarah Bovy Rahel Frey Michelle Gatting                      | Porsche 911 RSR-19             | M     | 218   | + 21 tours          |
| 24                            | LMGTE Am | 85  | Iron Dames                   | Sarah Bovy Rahel Frey Michelle Gatting                      | Porsche 4,0 L Flat-6 Atmo      | M     | 218   | + 21 tours          |
| 25                            | LMP2     | 10  | Vector Sport                 | Gabriel Aubry Ryan Cullen Matthias Kaiser                   | Oreca 07                       | G     | 218   | + 21 tours          |
| 25                            | LMP2     | 10  | Vector Sport                 | Gabriel Aubry Ryan Cullen Matthias Kaiser                   | Gibson GK428 4,2 L V8 Atmo     | G     | 218   | + 21 tours          |
| 26                            | LMGTE Am | 25  | Oman Racing Team by TF Sport | Ahmad Al Harthy Michael Dinan (en) Charlie Eastwood         | Aston Martin Vantage AMR       | M     | 217   | + 22 tours          |
| 26                            | LMGTE Am | 25  | Oman Racing Team by TF Sport | Ahmad Al Harthy Michael Dinan (en) Charlie Eastwood         | Aston Martin 4,0 L V8 Bi-Turbo | M     | 217   | + 22 tours          |
| 27                            | LMGTE Am | 777 | D'Station Racing             | Tomonobu Fujii Satoshi Hoshino Casper Stevenson (en)        | Aston Martin Vantage AMR       | M     | 217   | + 22 tours          |
| 27                            | LMGTE Am | 777 | D'Station Racing             | Tomonobu Fujii Satoshi Hoshino Casper Stevenson (en)        | Aston Martin 4,0 L V8 Bi-Turbo | M     | 217   | + 22 tours          |
| 28                            | LMGTE Am | 98  | Northwest AMR                | Paul Dalla Lana Axcil Jefferies Nicki Thiim                 | Aston Martin Vantage AMR       | M     | 216   | + 23 tours          |
| 28                            | LMGTE Am | 98  | Northwest AMR                | Paul Dalla Lana Axcil Jefferies Nicki Thiim                 | Aston Martin 4,0 L V8 Bi-Turbo | M     | 216   | + 23 tours          |
| 29                            | LMGTE Am | 56  | Project 1 - AO               | P. J. Hyett (en) Gunnar Jeannette Matteo Cairoli            | Porsche 911 RSR-19             | M     | 215   | + 24 tours          |
| 29                            | LMGTE Am | 56  | Project 1 - AO               | P. J. Hyett (en) Gunnar Jeannette Matteo Cairoli            | Porsche 4,0 L Flat-6 Atmo      | M     | 215   | + 24 tours          |
| 30                            | Hypercar | 4   | Floyd Vanwall Racing Team    | Tom Dillmann Esteban Guerrieri Jacques Villeneuve           | Vanwall Vandervell 680         | M     | 215   | + 24 tours          |
| 30                            | Hypercar | 4   | Floyd Vanwall Racing Team    | Tom Dillmann Esteban Guerrieri Jacques Villeneuve           | Gibson GK458 4,5 L V8 Atmo     | M     | 215   | + 24 tours          |
| 31                            | Hypercar | 93  | Peugeot TotalEnergies        | Jean-Éric Vergne Mikkel Jensen Paul di Resta                | Peugeot 9X8                    | M     | 213   | + 26 tours          |
| 31                            | Hypercar | 93  | Peugeot TotalEnergies        | Jean-Éric Vergne Mikkel Jensen Paul di Resta                | Peugeot 2,6 L V6 Bi-Turbo      | M     | 213   | + 26 tours          |
| Non classé                    |          |     |                              |                                                             |                                |       |       |                     |
|                               | Hypercar | 94  | Peugeot TotalEnergies        | Loïc Duval Gustavo Menezes Nico Müller                      | Peugeot 9X8                    | M     | 141   |                     |
| Peugeot 2,6 L V6 Bi-Turbo     | Hypercar | 94  | Peugeot TotalEnergies        | Loïc Duval Gustavo Menezes Nico Müller                      |                                | M     | 141   |                     |
|                               | LMP2     | 35  | Alpine ELF Team              | Olli Caldwell André Negrão Memo Rojas                       | Oreca 07                       | G     | 139   |                     |
| Gibson GK428 4,2 L V8 Atmo    | LMP2     | 35  | Alpine ELF Team              | Olli Caldwell André Negrão Memo Rojas                       |                                | G     | 139   |                     |
|                               | LMP2     | 23  | United Autosports            | Josh Pierson Tom Blomqvist Oliver Jarvis                    | Oreca 07                       | G     | 91    |                     |
| Gibson GK428 4,2 L V8 Atmo    | LMP2     | 23  | United Autosports            | Josh Pierson Tom Blomqvist Oliver Jarvis                    |                                | G     | 91    |                     |
|                               | Hypercar | 708 | Glickenhaus Racing           | Romain Dumas Ryan Briscoe Olivier Pla                       | Glickenhaus 007 LMH            | M     | 62    |                     |
| Glickenhaus 3,5 L V8 Turbo    | Hypercar | 708 | Glickenhaus Racing           | Romain Dumas Ryan Briscoe Olivier Pla                       |                                | M     | 62    |                     |
|                               | LMGTE Am | 83  | Richard Mille AF Corse       | Luís Pérez Companc Alessio Rovera Lilou Wadoux              | Ferrari 488 GTE Evo            | M     | 4     | Sortie de piste     |
| Ferrari F154CB 3,9 L V8 Turbo | LMGTE Am | 83  | Richard Mille AF Corse       | Luís Pérez Companc Alessio Rovera Lilou Wadoux              |                                | M     | 4     | Sortie de piste     |

## Pole position et record du tour
- Pole position :  Antonio Fuoco (#50 Ferrari AF Corse) en 1 min 45 s 067
- Meilleur tour en course :  Sébastien Buemi (#8 Toyota Gazoo Racing) en 1 min 47 s 885

## Tours en tête
- no 50 Ferrari 499P - Ferrari AF Corse : 8 tours (1-8)[4]
- no 8 Toyota GR010 Hybrid - Toyota Gazoo Racing : 105 tours (9-34, 37-110, 123-125, 153-154)
- no 51 Ferrari 499P - Ferrari AF Corse : 2 tours (35-36)
- no 7 Toyota GR010 Hybrid - Toyota Gazoo Racing : 124 tours (111-122, 126-152, 155-239)

## À noter
- Longueur du circuit : 6,019 km
- Distance parcourue par les vainqueurs : 1 437,53 km